# Les Démons du passé (film)
Pour l’article homonyme, voir Les Démons du passé.
Pour plus de détails, voir Fiche technique et Distribution.
Les Démons du passé (Voices) est un film américano-britannico-canadien réalisé par Malcolm Clarke, sorti en 1995.

## Fiche technique
- Titre : Les Démons du passé
- Titre original : Voices
- Réalisation : Malcolm Clarke
- Scénario : Peter Barnes (en) et Nicholas Meyer, d'après le livre Double Jeopardy de Mark A. Stuart
- Musique : Elliot Goldenthal
- Pays d'origine : Canada
- Genre : Drame
- Durée : 93 minutes
- Date de sortie : 1995

## Distribution
- Jeremy Northam  : Philip Heseltine / Peter Warlock
- Tushka Bergen : Lily Buxton
- Allan Corduner : Oscar Butterworth
- Hilton McRae : Gerald Duffy
- Bronwen Mantel : Madge Ryan
- Dilys Laye : Mrs. Heseltine
- Domini Blythe : Lady Virginia Milford
- Colin Fox : Sir Thomas Beecham
- Michael Sinelnikoff : Sir Charles Devlin
- Chris Wiggins : Angus Fergusson